# Neolucanus nitidus hainanensis
Neolucanus nitidus hainanensis es una subespecie de coleóptero de la familia Lucanidae.

## Distribución geográfica
Se encuentra en la isla China de Hainan.